# Monroe (Oregón)
Monroe es una ciudad ubicada en el condado de Benton en el estado estadounidense de Oregón. En el año 2000 tenía una población de 607 habitantes y una densidad poblacional de 488.3 personas por km².

## Geografía
Monroe se encuentra ubicada en las coordenadas 44°18′58″N 123°17′59″O / 44.31611, -123.29972.

## Demografía
Según la Oficina del Censo en 2000 los ingresos medios por hogar en la localidad eran de $30,625, y los ingresos medios por familia eran $40,714. Los hombres tenían unos ingresos medios de $32,083 frente a los $22,083 para las mujeres. La renta per cápita para la localidad era de $14,970. Alrededor del 12.6% de la población estaban por debajo del umbral de pobreza.